# Kafr Kanna

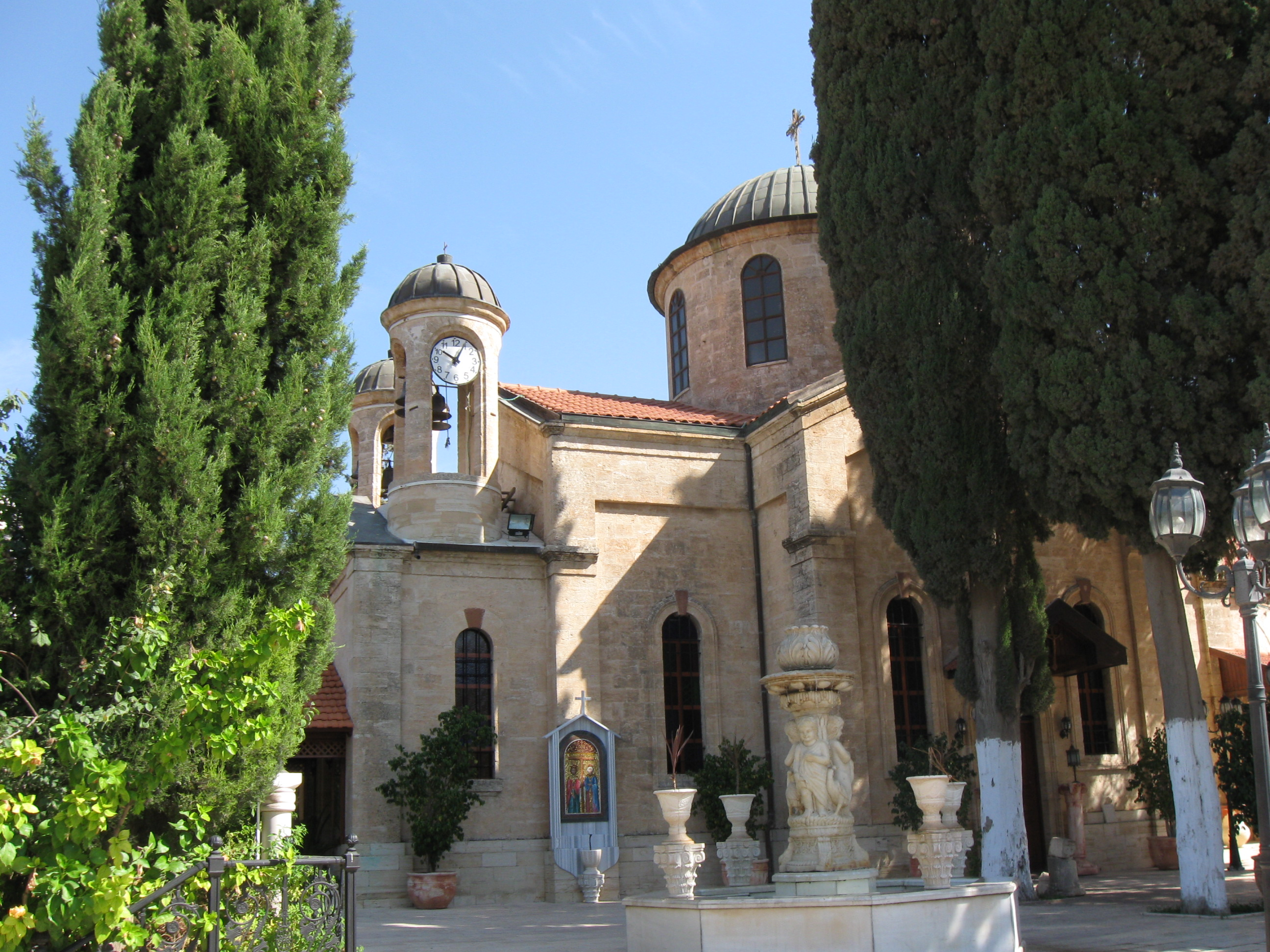
Hochzeitskirche der Griechisch-Orthodoxen in Kafr Kanna

Kafr Kanna (hebräisch כַּפְר כַּנָּא Kafr Kannā, arabisch كفر كنا) ist eine Stadt in Israel. 2008 lag die Einwohnerzahl bei etwa 18.000, 2019 hatte der Ort 22.751 Einwohner. Sie ist eine arabische Stadt in Galiläa, die zum Nordbezirk gehört. Der Ort wird mit dem Dorf Kana aus dem Neuen Testament (Evangelium nach Johannes) in Verbindung gebracht, wo Jesus Christus Wasser in Wein verwandelt haben soll.

## Geschichte
Bei archäologischen Ausgrabungen der israelischen Altertumsbehörde wurden Überreste aus dem Neolithikum bis zur Mamlukenzeit gefunden. In der Nähe der mehrjährigen Kanna-Quelle wurden Beweise für eine große Siedlung aus der frühen Bronzezeit ausgegraben, die eine Stätte aus dem frühen Chalkolithikum überlagert. Eine Befestigungsmauer deutet darauf hin, dass es sich um eine befestigte Siedlung handelte. Der Ort wird in den Amarna-Briefen erwähnt, genauso vom römischen Historiker Flavius Josephus. Im Jahr 1099 wurde er von den Kreuzzüglern erobert.
Unter der Herrschaft des Osmanischen Reiches blühte das Dorf im 16. Jahrhundert auf, da es an der westlichen Handelsroute zwischen Ägypten und Syrien lag. Auf dem geschäftigen Markt wurden hohe Steuern verschiedener Art erhoben. Unter anderem wurde mit Tüchern gehandelt, die in Galiläa für den internationalen Verbrauch hergestellt wurden. Auch öffentliche Bäder und Öfen wurden besteuert. Im Jahr 1533 verzeichneten osmanische Beamte 147 Haushalte, und bis 1596 wuchs die Einwohnerzahl auf 475 muslimische Steuerzahler (426 Haushalte und 49 Junggesellen) und 96 jüdische Steuerzahler (95 Haushalte und 1 Junggeselle) an, womit die Stadt zu dieser Zeit die sechstgrößte Einwohnerzahl Palästinas hatte.
Bei der 1922 von den britischen Mandatsbehörden durchgeführten Volkszählung in Palästina zählte Kafr Kanna insgesamt 1.175 Einwohner, davon 672 Muslime und 503 Christen. Während des Palästinakrieg 1948 wurde Kafr Kanna in der zweiten Hälfte der Operation Deqel (15. bis 18. Juli 1948) von Einheiten der 7. israelischen Brigade eingenommen. Am 22. Juli 1948 übergaben die beiden Priester Giuseppe Leombruni (katholisch) und Prochoros (griechisch-orthodox) sowie der christliche Bürgermeister Kanna friedlich an die vorrückenden Truppen, wodurch sichergestellt wurde, dass die Bevölkerung im Dorf bleiben konnte.

## Religiöse Bedeutung
Die Stadt Kafr Kanna wird von Christen als die alte Stadt Kana identifiziert, in der Jesus ein Wunder vollbracht haben soll. Kana wird auch als die Heimatstadt des Apostels Bartholomäus im Johannesevangelium erwähnt.
Zur Erinnerung an das Wunder wurde die römisch-katholische „Hochzeitskirche“ errichtet, die an der Stelle steht, an der das Wunder stattgefunden haben soll. Die Fassade der kleinen Kirchen ist der des Salzburger Doms nachempfunden. Diese Kirche wurde 1883 auf dem Gelände einer verfallenen Moschee errichtet, unter deren Boden sich das Mosaik einer Synagoge fand, die frühestens im 5. Jahrhundert errichtet wurde. Ferner befindet sich in Kafr Kanna eine griechisch-orthodoxe Hochzeitskirche, und es wird dort auch ein „Haus des Nathanael“ gezeigt.

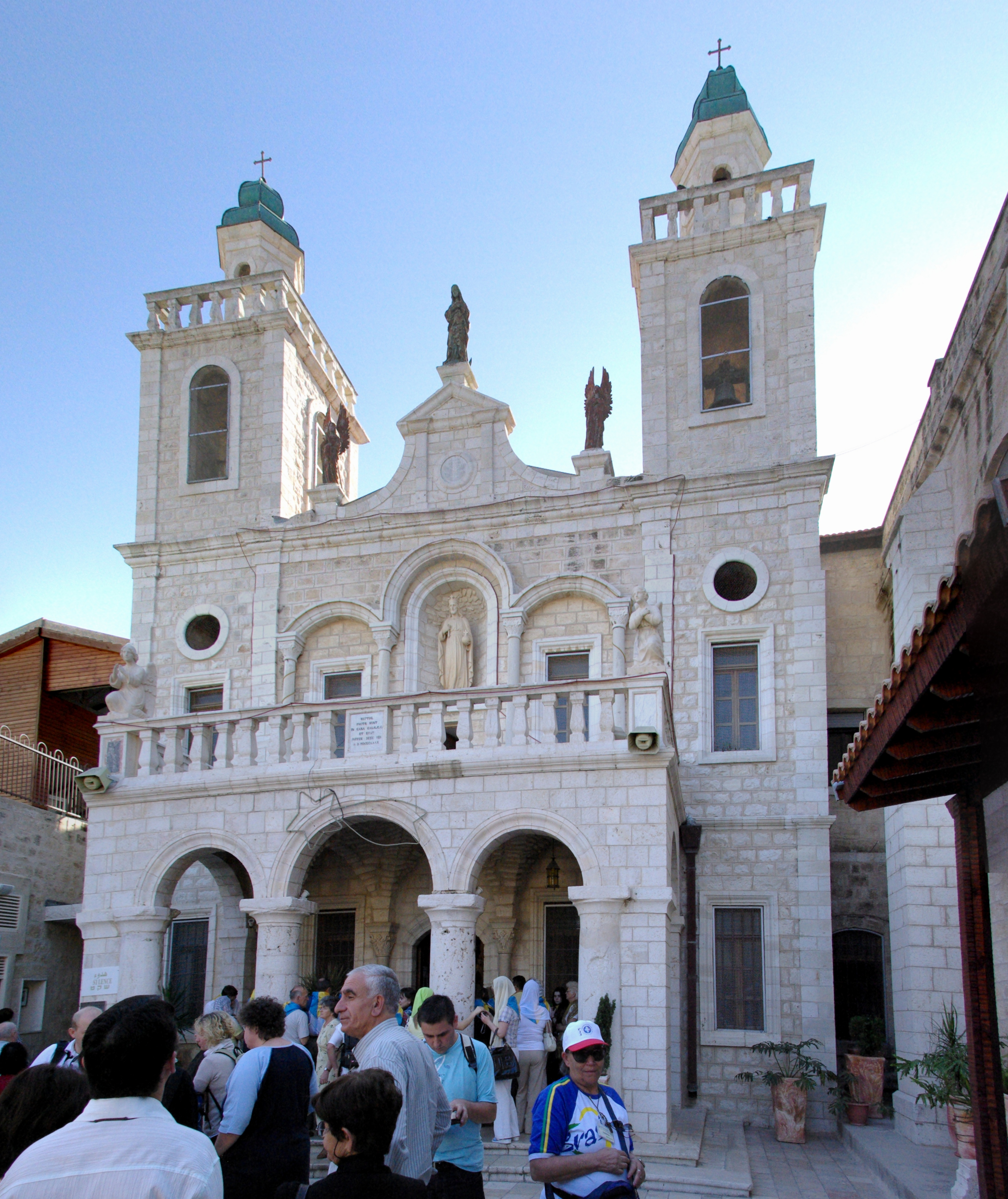
Die katholische „Hochzeitskirche“
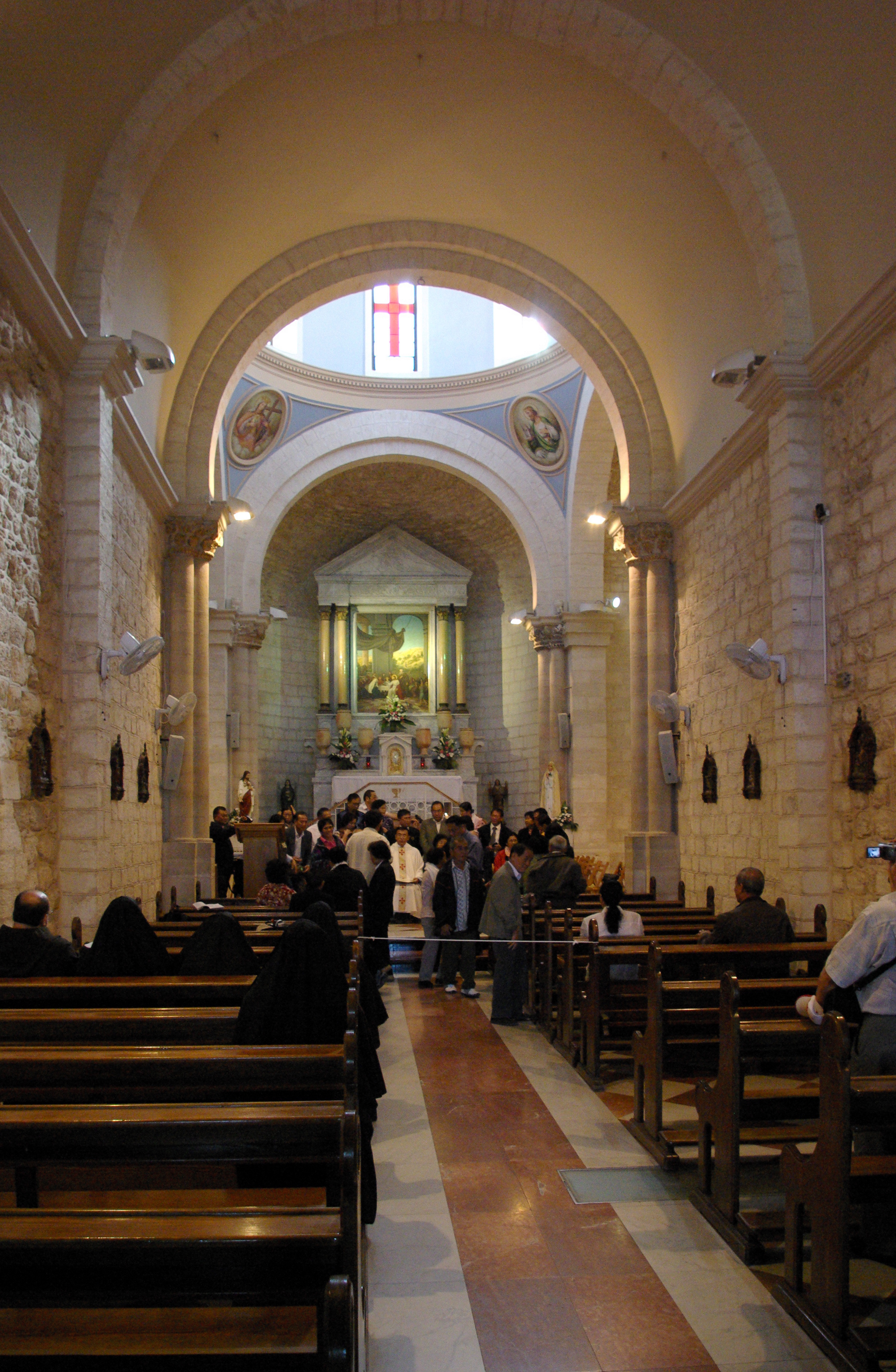
Die „Hochzeitskirche“, Innenansicht
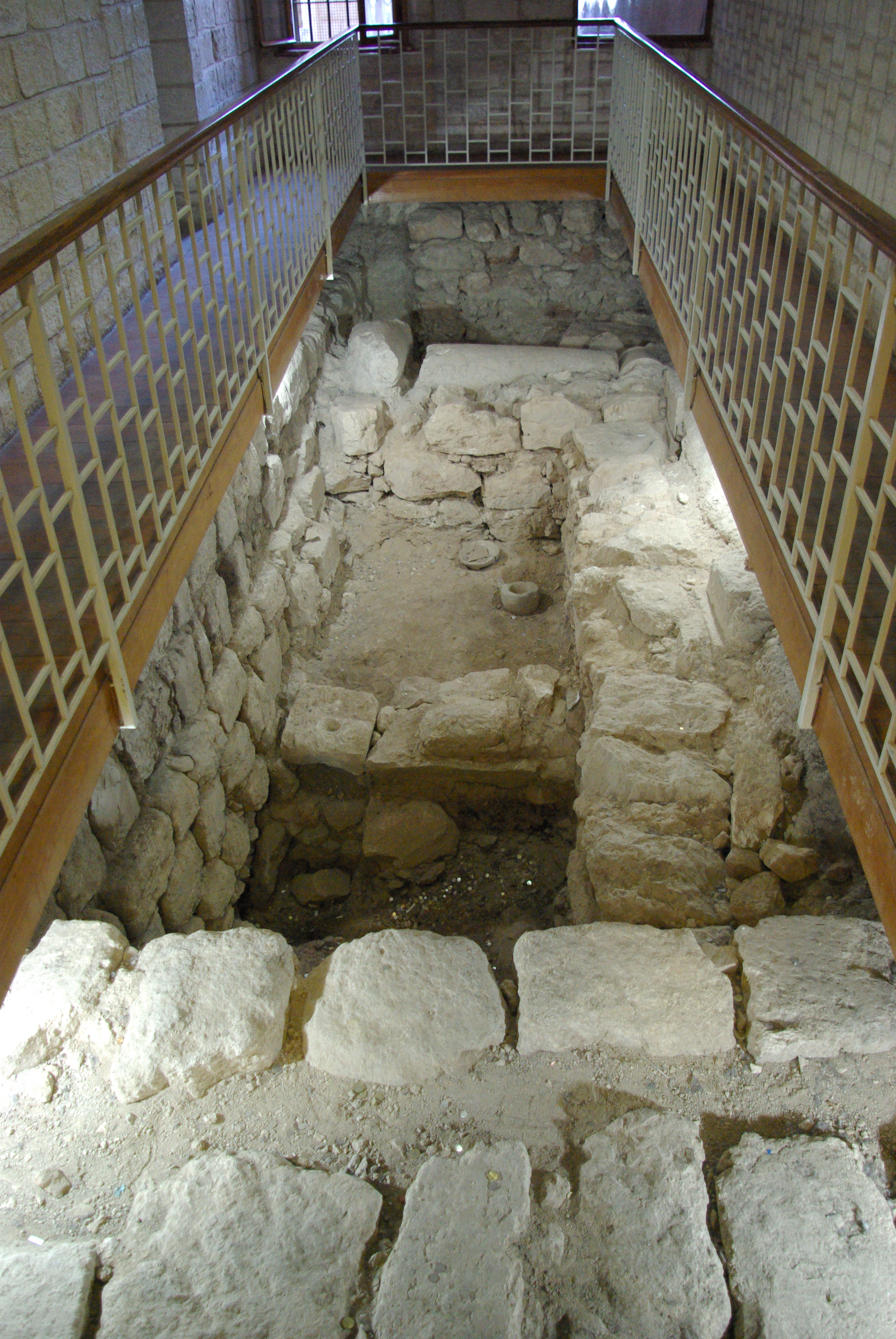
Raum neben der Kirche

## Demografie
Im Jahr 2019 lebten 22.751 Einwohner in der Stadt. Davon waren lediglich neun Juden und über 99,9 Prozent waren arabische Israelis. Knapp 31 Prozent der Bevölkerung waren Kinder unter 15 Jahren.